# Эхинодорус Горемана
Эхинодо́рус Горемана (лат. Echinodorus horemanii) — травянистое растение рода Эхинодорус семейства Частухоцветные.

## Описание
Эхинодорус Горемана представляет собой травянистый куст без стебля с удлинёнными листьями ланцетовидной формы, собранными в густую розетку. Черешки значительно короче листовых пластин. Окраска листьев тёмно-зелёная с ярко выраженными прожилками. Куст достигает в высоту 50—60 сантиметров. В природе встречается в Бразилии.

## Культивирование
При содержании растения в аквариуме оптимальная температура составляет 22—26 °C, при её понижении до 20 °C рост значительно замедляется. При содержании при температуре 28—30 °C дважды в год необходим период покоя длительностью 1—1,5 месяца. Растение без вреда переносит снижение температуры даже до 14—16 °C, при этом рост полностью прекращается. Вода должна быть средней жёсткости, (6—8 немецких градусов), содержание в мягкой воде ухудшает состояние растения, кислотность от нейтральной до среднещелочной (pH 7,0—8,5). Снижение pH до 6,8 приводит к гибели эхинодоруса. Желательна периодическая подмена части воды. В периоды бурного роста растение нуждается в частом (не реже раза в неделю) внесении минеральных удобрений и микроэлементов. Несмотря на тёмную окраску листьев, освещение должно быть сильным, по спектральному составу возможно близким к естественному. Световой день должен составлять около 12 часов. Грунт должен состоять из смеси мелкой или средней гальки с примесью глины и вываренного торфа и быть обильно заилённым. 

В аквариуме эхинодорус Горемана размножается только вегетативно, довольно редко образуя на корневище небольшое количество дочерних растений, которые после образования полноценной корневой системы можно отделять и пересаживать. Значительно быстрее эхинодорус размножается в палюдариуме. После постепенного перевода в воздушную среду растение зацветает и после искусственного опыления с помощью кисточки даёт полноценные семена, которые высевают в песок, покрытый тонким слоем воды.